# Изолиния

Построение изогипсы

Изоли́ния (от др.-греч. ισος — «равный») или линия уровня (функции)  — условное обозначение на карте, чертеже, схеме или графике, представляющее собой линию, в каждой точке которой измеряемая величина сохраняет одинаковое значение. Изолинии — способ представления скалярной функции от двух переменных на плоскости.
Это плоское сечение трехмерного графика функции {\displaystyle f(x,y)}, параллельное плоскости {\displaystyle (x,y)}. 
Изоповерхность является трёхмерным аналогом изолинии.  Множество уровня является обобщением изолинии для функций любого числа переменных. 
В картографии горизонталь — изолиния, соединяющая точки равной высоты над данным уровнем, например над средним уровнем моря. Горизонтали являются примерами контурных линий (замкнутых линий, ограничивающих какую-либо область). Контурная карта — это карта, проиллюстрированная контурными линиями. Например, топографическая карта с помощью горизонталей показывает долины и холмы, а также уклон и степень сглаженности склонов. Горизонталь является замкнутой линией, ограничивающей область местности с высотой выше заданной. Высота сечения — это разность высот между последовательными горизонталями.
Градиент функции всегда перпендикулярен изолиниям. Когда линии расположены близко друг к другу, величина градиента велика, изменение крутое. На карте, описывающей пересечение реальной или гипотетической поверхности с одной или несколькими горизонтальными плоскостями, горизонтали могут быть изогнутыми, прямыми или смешанными. Конфигурация этих горизонталей позволяет читателям карт оценить относительный градиент параметра и оценивать этот параметр в определенных местах. Горизонтали могут быть либо прослежены на видимой трехмерной модели поверхности, например, когда фотограмметрист, просматривая стереомодель, вычерчивает линии уровня (горизонтали), либо могут быть интерполированы из расчетных высот поверхности, например, когда компьютерная программа интерполирует горизонтали по сети высотных точек. В последнем случае метод интерполяции влияет на точность отдельных горизонталей и на их отображении наклонов, ям и пиков.

## История

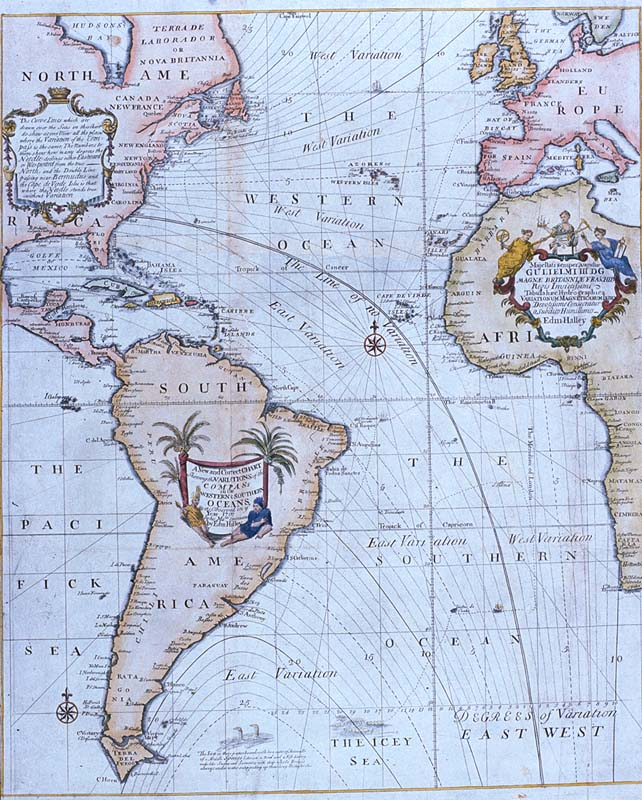
Карта магнитных склонений в Атлантике, составленная Галлеем в 1701 по собственным наблюдениям 1698—1700 гг. (маршрут показан пунктирной линией, остальное интерполировано многочленами Ньютона)

Идея линий, соединяющих на карте точки с одинаковыми значениями, скорее всего, возникла в XVI веке. Самая старая известная изобата найдена на карте реки Спарне, недалеко от Харлема, датированной 1584 годом. В 1701 году Эдмунд Галлей использовал изогоны на карте магнитных склонений в Атлантике, его карта магнитных склонений мира использовалась ещё полвека, а практика именования изогон Галлеевыми линиями продержалась ещё дольше (в русском языке — до начала XX века).
Голландский инженер Николас Круик нарисовал русло реки Мерведе с изобатами, нарисованными с интервалом в одну морскую сажень в 1727 году, а французский картограф Филипп Бюаш использовал изобаты с интервалами в десять футов на карте Ла-Манша, которая была подготовлена в 1737 году и опубликована в 1752 году. Горизонтали были использованы Доменико Ванделли для описания земной поверхности на картах герцогств Модены и Реджо в 1746 году, и Чарльз Хаттон использовал их в Шихаллионском эксперименте.
В 1791 году на карте Франции использовались горизонтали с 20-метровыми интервалами, штриховки, точечные высоты и вертикальный профиль. В 1801 году Франсуа Аксо использовал горизонтали в крупном масштабе 1: 500 по плану своих проектов по укреплению крепостей в Италии.
К 1843 году, когда национальные картографические агентства Великобритании и Ирландии начали регулярно изображать горизонтали, они уже широко использовались в европейских странах. Изобаты обычно не использовались на морских картах России до 1834 года, и Британии до 1838 года.
Когда карты с рельефом, изображённым горизонталями, стали обычным явлением, идея распространилась на другие приложения. Возможно, последние разработки — карты изолиний качества воздуха и шумового загрязнения, которые впервые появились в Соединенных Штатах приблизительно в 1970 году.

## Графический дизайн
Чтобы максимизировать читаемость горизонталей на картах, существует несколько вариантов дизайна, доступных для создателя карты, главным образом, толщина, цвет, тип линии и метод числовой маркировки.
Толщина горизонталей, как правило, выбирается такой, чтобы позволить читателю прочитать всю остальную информацию географической карты. Только если на картографической основе мало или нет содержимого, горизонтали возможно изобразить относительно бо́льшей толщиной. Кроме того, для многих форм карт с рельефом, изображаемым горизонталями, таких как топографические карты, обычно используют толщину и(или) тип линии, для упрощения определения высоты горизонтали. Так т. н. утолщённые горизонтали обычно проводят как каждую пятую (по высоте) горизонталь.
Цвет линии горизонтали используется для отличения горизонталей от других элементов содержания основной карты, традиционно цвет горизонталей коричневый. Цвет горизонтали иногда изменяют, так при проведении горизонталей по ледникам цвет линий выбирается синий, то есть такой же как для изобат (линий глубин акваторий).
Тип линии для горизонталей обычно используется либо как сплошная линия, либо разного рода штрих-пунктирные линии. Штрих-пунктирные (прерывистые) линии используются в тех случаях, когда проводятся дополнительные горизонтали с шагом по высоте в 2 раза меньшим (полугоризонтали) либо в 4 раза (четвертьгоризонтали) чем у обычных горизонталей. Необходимость в этом возникает, как правило, для относительно плоских местностей, где наличествующий рельеф невозможно отобразить обычными горизонталями, так как бо́льшая часть форм рельефа меньше шага по высоте обычных горизонталей.
Подписи горизонталей это обозначение их высоты. Обычно эти подписи размещают в разрыве горизонтали, при этом направление цифр подписи также имеет значение: цифры располагаются так, чтобы их верхняя часть была направлена вверх по склону рельефа, а нижняя часть — вниз.
Удобным способом отобразить рельеф с помощью горизонталей является послойная раскраска, когда промежуткам между горизонталями придается соответствующий данной высоте цвет, что отражается в легенде карты. Традиционно для послойной окраски рельефа низменностей используют оттенки зелёного цвета, а для гор — коричневого. Определённым недостатком такого способа показа рельефа становится то, что зрительно информация о рельефе становится главным содержанием карты.

## Виды изолиний

Метеорологические изотермы среднегодовой температуры в Европе

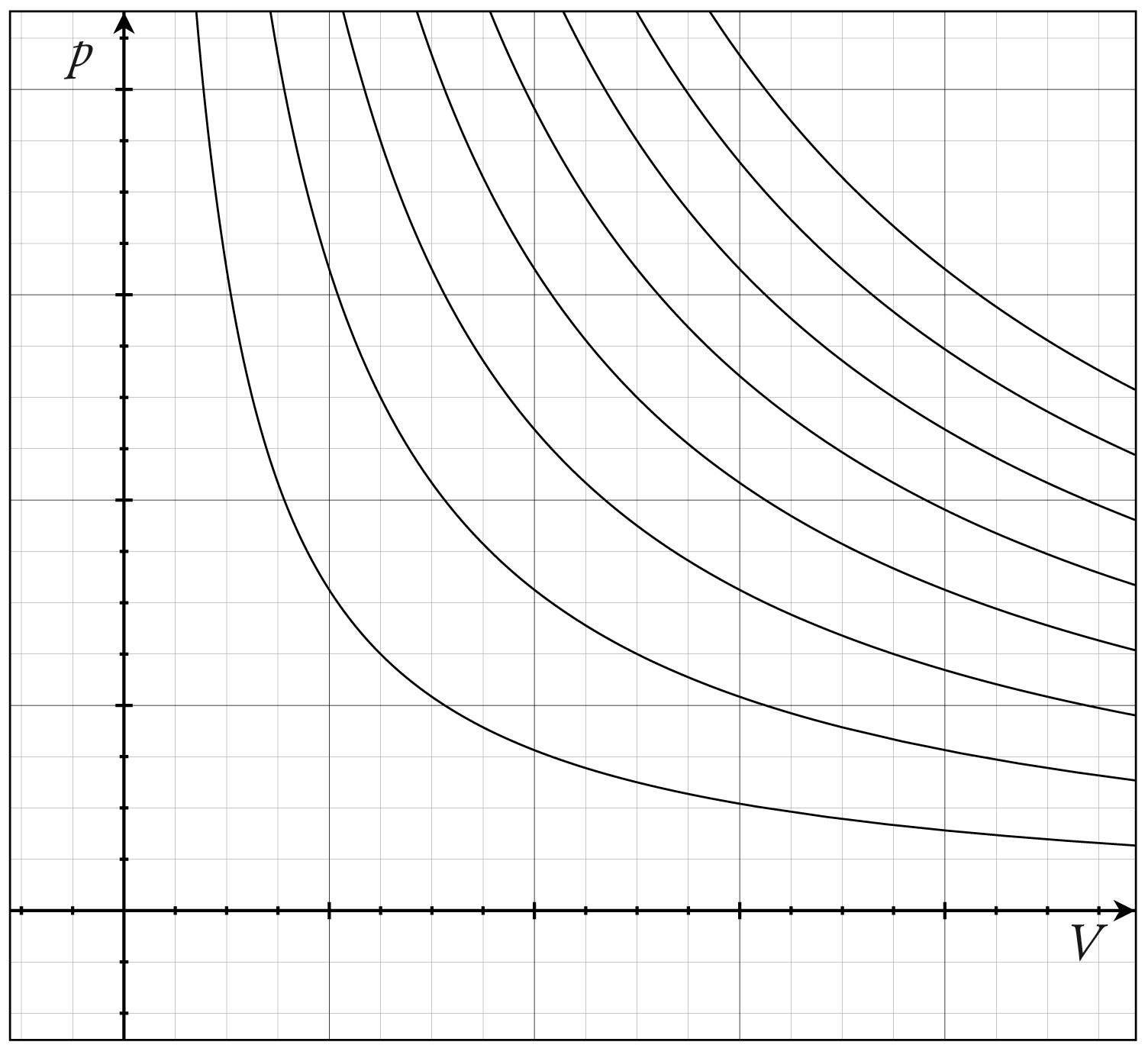
Графики изотермических процессов в идеальном газе

- Изоанемона — линия одинаковых среднегодовых скоростей ветра.
- Изобаза — линия на карте, соединяющая точки с равной амплитудой и направлением неотектонических движений.
- Изобара — изолиния одинакового давления:
  - изобара в термодинамике — график изобарного процесса;
  - изобара в метеорологии — линия на карте, обозначающая область с той или иной границей давления.
- Изобата — линия на карте, или плане, соединяющая точки одинаковых глубин водоёма (озера, моря).
- Изогалина — линия на географической карте, соединяющая точки с одинаковой солёностью воды.
- Изогиета — изолиния одинакового выпадения атмосферных осадков.
- Изогипса (горизонталь) — изолиния одинаковых высот (обычно для отображения рельефа на топографической карте).
- Изогона — изолиния ориентации каких-либо физических величин.
- Изодинама (от изо … и греч. dynamis — сила) — изолиния полной напряжённости земного магнитного поля или её составляющих (горизонтальной, вертикальной и др.) на магнитных картах.
- Изотерма — изолиния одинаковых температур:
  - изотерма в термодинамике — график изотермического процесса;
  - изотерма в метеорологии — линия на карте, обозначающая область с той или иной границей температуры.
- Изокванта — изолиния одинакового объёма производства продукта в зависимости от факторов производства.
- Изокоста — линия, демонстрирующая комбинации факторов производства, которые можно купить за одинаковую общую сумму денег.
- Изопахита — изолиния одинаковых мощностей пласта горных пород.
- Изотаха — изолиния одинаковых скоростей ветра (на карте максимальных ветров).
- Изохора — изолиния одинаковых объёмов.
- Изопикна — изолиния одинаковой плотности.
- Изохрона — изолиния одинакового времени, могут применяться в геофизике[14], картографии (обозначая зоны с одинаковым временем достижения из заданной точки)[15], в военной тактике (обозначая позиции различных подразделений в один момент времени).
  - Изохрона (астрономия) — линии диаграммы Герцшпрунга — Рассела, соединяющие звёзды одного возраста и химического состава.

## Бергштрих

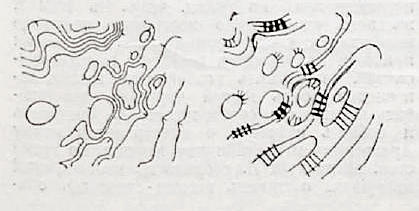
Бергштрих на иллюстрации в Военной энциклопедии Сытина

Бергштрих — чёрточка, проведённая перпендикулярно изолинии и указывающая свободным концом направление уменьшения обозначаемой изолиниями величины (для изогипс (горизонталей) и изобат — в каком направлении склон понижается). Изначально бергштрих использовали при изображении рельефа местности горизонталями, для более лёгкого определения направления скатов.